# Tore Eriksson
Tore Eriksson (Transtrand, 7 de agosto de 1937) es un deportista sueco que compitió en biatlón.
Participó en los Juegos Olímpicos de Grenoble 1968, obteniendo una medalla de bronce en la prueba por relevos. Ganó dos medallas en el Campeonato Mundial de Biatlón, en los años 1966 y 1967.

## Palmarés internacional
| Juegos Olímpicos   | Juegos Olímpicos             | Juegos Olímpicos  | Juegos Olímpicos |
| Año                | Lugar                        | Medalla           | Prueba           |
| ------------------ | ---------------------------- | ----------------- | ---------------- |
| 1968               | Grenoble (Francia)           | Medalla de bronce | Relevos          |
| Campeonato Mundial |                              |                   |                  |
| Año                | Lugar                        | Medalla           | Prueba           |
| 1966               | Garmisch-Partenkirchen (RFA) | Medalla de bronce | Relevos          |
| 1967               | Altenberg (RDA)              | Medalla de bronce | Relevos          |